# سن کلمنته (شیلی)
سن کلمنته (به اسپانیایی: San Clemente) یک شهرستان در شیلی است که در استان تالکا واقع شده‌است. سن کلمنته ۴٬۵۰۳٫۵ کیلومتر مربع مساحت و ۳۹٬۵۳۸ نفر جمعیت دارد و ۲۰۰ متر بالاتر از سطح دریا واقع شده‌است.